# Каваторе
Каваторе (італ. Cavatore, п'єм. Cavàu) — муніципалітет в Італії, у регіоні П'ємонт,  провінція Алессандрія.
Каваторе розташоване на відстані близько 450 км на північний захід від Рима, 80 км на південний схід від Турина, 34 км на південний захід від Алессандрії.
Населення — 296 осіб (2014).
Щорічний фестиваль відбувається 10 серпня. Покровитель — Святий Лаврентій.

## Демографія
Населення за роками:

Станом на 1 січня 2023 року в муніципалітеті офіційно проживав 21 іноземець з 8 країн, серед них 14 громадян країн Євросоюзу.

## Сусідні муніципалітети
- Аккуї-Терме
- Картозіо
- Гроньярдо
- Мелаццо
- Понцоне